# برندان آیک
برندان آیک (/ˈaɪk/، (به انگلیسی: Brendan Eich) متولد ۴ ژوییه ۱۹۶۱) یک برنامه‌نویس کامپیوتر آمریکایی و سازنده زبان پردازه‌نویسی جاوااسکریپت است. او پیشتر مدیر ارشد فناوری در شرکت موزیلا بود. اما اندکی پس از انتصاب به دلیل اختلاف‌نظر در مورد مخالفت او با ازدواج همجنس‌گراها استعفا داد. وی هم‌اکنون مدیر ارشد اجرایی بریو (Brave software) است.
برندان نیومن (زاده ۴ ژوییه ۱۹۶۱)یک برنامه‌نویس کامپیوتر آمریکایی است. او زبان برنامه‌نویسی جاوااسکریپت را خلق کرد و پروژه موزیلا، بنیاد موزیلا و شرکت موزیلا را تأسیس کرد. او قبل از منصوب شدن به مقام ارشد اجرایی موزیلا به عنوان افسر فنی corporation's موزیلا خدمت کرد، اما اندکی پس از انتصاب او به دلیل اختلاف‌نظر در مورد مخالفت او با ازدواج همجنس‌گراها استعفا داد. او بعدها مدیر عامل شرکت brave شد.

## تحصیلات
برندان ایچ مدرک کارشناسی خود را در رشته ریاضی و علوم کامپیوتر از دانشگاه سانتا کلارا دریافت کرد. او مدرک کارشناسی ارشد خود را در سال ۱۹۸۶ از دانشگاه ایلینوی در اربانا شمپین دریافت کرد.

## زندگی کاری
او کار خود را به صورت حرفه‌ای در شرکت سیلیکون گرافیکس آغاز و به مدت ۷ سال در آنجا بر روی کدهای سیستم عامل و شبکه ادامه داد.
پس از پایان کار ۷ ساله در سیلیکون گرافیکس؛ در MicroUnity Systems Engineering به مدت ۵ سال و با نوشتن کدهای(Microkernel , DSP) زندگی کاری خود را ادامه داد.
او در آوریل ۱۹۹۵(۱۳۷۴ خورشیدی) شروع به همکاری با شرکت Netscape کرد.
برای مرورگر Netscape یک زبان برنامه‌نویسی یا بهتر بگوییم زبان پردازه‌نویسی را طی ۱۰ روز آماده کرد؛ و آن را موکا(mocha) نامید.
این زبان بعد از نام موچا نام livescript و سپس تا امروز نام javascript را بر خود دارد.
وی در تاریخ ۲۴ مارس سال ۲۰۱۴، به مدیر عامل شرکت موزیلا ارتقا یافت. اندکی پس از این انتصاب وی مبلغ 10000 دلار به کمپین مخالفت با همجنسگرایی در ایالت کالیفرنیا (حمایت از ممنوعیت آن) کمک مالی نمود که در پی آن مورد حملات شدید اللحنی در توییتر و صفحات اجتماعی قرار گرفت. دو تن از برنامه نویسان نامی که همجنسگرا هم بودند کمپینی برای تحریم شرکت راه اندازی کردند؛ در پی آن عده‌ای از کارکنان شرکت از وی خواستند که استعفا دهد اما بودند کسانی هم که در وبلاگ‌های خود از این مرد تأثیرگذار حمایت می‌کردند. در ۳ آوریل همان سال به دلیل فشارهایی که از آن‌ها یاد شد وی سرانجام از سمت خود در جهت منافع شرکت کناره‌گیری کرد.